# André Mottu
André Mottu, né le 1er mars 1886 à Paris et décédé le 14 décembre 1940 à Mas-Grenier (Tarn-et-Garonne), est un homme politique français.

## Biographie
Industriel, il est maire d'Ablon-sur-Seine et député de Seine-et-Oise de 1928 à 1932, inscrit au groupe des Républicains de gauche.

## Sources
- « André Mottu », dans le Dictionnaire des parlementaires français (1889-1940), sous la direction de Jean Jolly, PUF, 1960 [détail de l’édition]